# Vicious Love
Vicious Love è un singolo del gruppo musicale statunitense New Found Glory, pubblicato il 22 luglio 2015.
Diversamente dalla versione contenuta nell'edizione originale dell'album del 2014 Resurrection, la versione del brano pubblicata come singolo (e inserita nella riedizione del 2015 di Resurrection) vede la collaborazione della cantante dei Paramore Hayley Williams, fidanzata del chitarrista della band, Chad Gilbert.

## Video musicale
Nel video ufficiale del brano, pubblicato lo stesso giorno di uscita del singolo, i membri dei New Found Glory possiedono un negozio di tatuaggi dove molte persone vengono, impulsivamente, a farsi tatuare il nome della nuova compagna o a farsi cancellare quello della precedente.

## Tracce
1. Vicious Love (feat. Hayley Williams) – 3:17

## Formazione
- Jordan Pundik – voce
- Hayley Williams – voce
- Chad Gilbert – chitarra, voce secondaria
- Ian Grushka – basso
- Cyrus Bolooki – batteria, percussioni